# 徳山駅
徳山駅（とくやまえき）は、山口県周南市御幸通二丁目にある、西日本旅客鉄道（JR西日本）山陽本線・山陽新幹線の駅である。

## 概要
周南市（旧徳山市）の中心駅である。1897年（明治30年）に山陽鉄道の駅として開業、国有化を経て現在に至る。山陽新幹線は「のぞみ」「さくら」のどちらかがおよそ1時間に1本停車する。在来線は山陽本線の他、隣の櫛ケ浜駅から分岐する岩徳線の全列車が当駅まで乗り入れる。かつては周南コンビナートの出光興産徳山製油所・日本ゼオン徳山工場への専用線がつながり車扱貨物の取り扱いがあったが、1985年（昭和60年）に廃止された（貨物駅の機能は隣の新南陽駅に集約）。
直営駅であり、かつては山陽本線の和木駅 - 大道駅間各駅と岩徳線の全駅、山陽新幹線単独駅である新岩国駅を管轄する徳山地域鉄道部が構内に置かれていた。同鉄道部の廃止ならびに山口支社の発足以降は、管理駅長が配置された管理駅となっている。
1968年（昭和43年）には2代目駅舎として徳山ステーションビルが建設され、日本国内でも古くから存在する民衆駅として知られていたが、テナントの撤退や建物の老朽化を契機に2014年（平成26年）をもって駅機能が分離され、跡地は周南市徳山駅前賑わい交流施設として整備された。
事務管コードは▲800665を使用している。

## 歴史
- 1897年（明治30年）9月25日：山陽鉄道が広島駅から延伸し、その終着として開業。旅客・貨物の取扱を開始[2]。
- 1898年（明治31年）3月17日：山陽鉄道が三田尻駅（現・防府駅）まで延伸し、途中駅となる。
- 1906年（明治39年）12月1日：山陽鉄道の国有化により官営鉄道の駅となる[2]。
- 1909年（明治42年）10月12日：線路名称制定。山陽本線の所属となる。
- 1937年（昭和12年）7月：駅舎改築。2階建て。[7]
- 1945年（昭和20年）7月：アメリカ軍による徳山空襲の2回目が発生する。徳山市街地は焦土と化すが、当駅舎は奇跡的に被害を免れ、1968年（昭和43年）の新駅舎着工まで使用された。[7][8]
- 1947年（昭和22年）12月5日：昭和天皇の戦後巡幸。徳山駅 - 藤生駅間にお召し列車が運行[9]。
- 1965年（昭和40年）9月24日：みどりの窓口営業開始。
- 1968年（昭和43年）5月：徳山ステーションビル（以下、徳山駅ビル）着工。この工事中、戦後に出来た駅前の公園は姿を消し、仮駅舎が建てられた[10]。
- 1969年（昭和44年）9月25日：徳山駅ビル完成、在来線駅舎として使用開始[11]（商業部分の開業は10月3日[12]）。徳山駅ビルの建物完成と共に仮駅舎は解体され、タクシー、一般車の駐車場とバス停が整備された[10]。
- 1972年（昭和47年）4月1日：旅行センター開業[13][14]。
- 1975年（昭和50年）3月10日：山陽新幹線の岡山駅 - 博多駅間延伸により、同線の停車駅となる[15]。
- 1985年（昭和60年）3月14日：貨物（専用線発着車扱貨物）の取扱を廃止[2]。
- 1987年（昭和62年）4月1日：国鉄分割民営化により、西日本旅客鉄道（JR西日本）の駅となる[2][16]。
- 2003年（平成15年）10月1日：「のぞみ」停車駅となる[17]。
- 2005年（平成17年）2月19日：山陽新幹線連絡改札口に自動改札機を導入。
- 2009年（平成21年）8月29日：EX-IC専用読取機を両改札口に設置。
- 2013年（平成25年）5月27日：5番のりばを廃止。バリアフリー対応の跨線橋の使用を開始。
- 2014年（平成26年）9月6日：在来線の新駅舎（橋上駅）および徳山駅南北自由通路の利用開始[18]。新幹線駅舎に新幹線改札口を設置。
- 2016年（平成28年）
  - 2月：旧在来線駅舎（徳山駅ビル）の解体が完了[19]。
  - 3月26日：227系が当駅まで乗り入れ開始。乗り入れ区間は、この時点で当駅が最西端となる。
- 2020年（令和2年）12月12日：WEST EXPRESS 銀河停車開始[20]。
- 2022年（令和4年）3月12日：在来線岩国方面でICカード「ICOCA」の利用が可能となる[21][22]。在来線改札口に自動改札機を設置[22]。
- 2023年（令和5年）4月1日：在来線下関方面でICカード「ICOCA」の利用が可能となる[23][24]。

## 駅構造
在来線が橋上駅舎を有する地上駅、新幹線が高架駅となっている。在来線・新幹線とも線路が東西に延び、在来線駅舎のすぐ南に新幹線駅舎がある。各駅舎へのアクセスは、駅の南北を結ぶ徳山駅南北自由通路（旧徳山町出身の詩人・まど・みちおの代表作にちなんだ『ぞうさんのさんぽみち』の愛称を持つ）を利用する。北側出入口を「みゆき口」、新幹線駅出入口（南側出入口）を「みなと口」と称する。

### 在来線
プラットホームは島式1面・単式1面の2面3線を有する。欠番となっている2番線は上り貨物待避線で、3・4番のりばが島式となっている。かつてはその奥に5番のりばがあったが現在は撤去されている。
各ホームは橋上駅舎で結ばれている。改札口（在来線口）と、新幹線駅舎への連絡通路・乗換改札を有する。
山陽新幹線開業前には山陽本線で運行されていた特別急行列車・急行列車の大多数が停車していた。この名残で、倉敷駅 - 門司駅間を走る在来線優等列車が全廃した21世紀初頭の現在でもプラットホームにはかつて運行された列車の号車案内が記されている。
- 1番のりば新南陽側：「しおじ」「はと」「つばめ」「月光」「みどり」「つくし3号」「音戸」「あかつき」「みずほ」「さくら」「あさかぜ」
- 3番のりば：「長州」「ながと」
- 4番のりば櫛ケ浜側先端：「かもめ」

2014年9月6日より、列車到着に合わせて、旧徳山町出身の詩人・まど・みちおが作詞した童謡が流れるようになっている（上り方面は「ぞうさん」、下り方面は「一年生になったら」）。

#### のりば
| のりば | 路線      | 方向 | 行先               | 備考         |
| ------ | --------- | ---- | ------------------ | ------------ |
| 1      | ■山陽本線 | 上り | 柳井・岩国方面     |              |
| 3      | ■岩徳線   | -    | 周防花岡・高水方面 |              |
| 3      | ■山陽本線 | 下り | 防府・新山口方面   | 一部列車のみ |
| 4      | ■山陽本線 | 下り | 防府・新山口方面   |              |

付記事項
- このほか、1・3番のりばの間にはホームのない中線（2番線）があり、貨物停止線・通過列車待避線として使われている。
- 3番のりばは基本的に岩徳線列車の折り返しに使われるが、山陽本線の当駅止まりの列車や当駅始発の列車の発着に使われることもあり、4番のりばとの併用で、当駅で系統分断となる一部の下り普通列車の同一ホーム上での乗換にも活用される。上下両方向の発着に対応している。2011年以前は山陽本線の上りの当駅発着列車が設定されていた。
- 4番のりばは山陽本線の下り列車の発着のほか、一部の岩徳線列車の降車ホームとされている（閉鎖された5番のりばの役割を譲り受けた形である）。
- かつて4番のりばの南側に単式ホームがもう1面あり、5番のりばまで存在したが、駅舎橋上化工事に併せて廃止された[28]。現在は貨物列車の待避線として使用される。

### 新幹線
新幹線駅は3階建て。高架下の2階部分にみどりの窓口、みどりの券売機および改札口（新幹線口）、在来線駅舎への連絡通路・乗換改札を有する。1階は出入口と団体待合室、駅レンタカー事務所。ホーム部分を含む駅舎の南側には徳山下松港（徳山港）が広がり、新幹線プラットホームからは臨海部に広がるコンビナート群を眺めることができる。
16両編成対応（ホーム長410 m）の相対式ホーム2面2線（内側に上下通過線を挟む）の高架ホーム。カーブ半径が 1,600 m と厳しく、通過列車は速度を185 km/hまで下げ通過をする（2017年2月に行われた山陽新幹線のデジタルATC化以前はアナログATCによる制限を受けていた為、170 km/hまで減速を強いられていた）。停車する列車は車体がカーブに沿って傾いた状態となる。ホームのさらに外側には保守用車留置線が備えられている。

#### のりば
| のりば | 路線       | 方向 | 行先                 |
| ------ | ---------- | ---- | -------------------- |
| 6      | 山陽新幹線 | 上り | 広島・新大阪方面     |
| 7      | 山陽新幹線 | 下り | 博多・鹿児島中央方面 |

## 駅弁
かつては、徳山駅弁当株式会社が駅弁の製造・販売を手がけていたが、2010年（平成22年）3月に販売を終了した。同年7月以降は徳山ふくセンター株式会社が当駅限定の弁当を新幹線改札内の売店で販売している。
- 徳山ふくセンター株式会社が販売している主な駅弁は以下のとおり。
  - 幸ふく弁当　
  - 周防のたこおどりめし

- 過去に徳山駅弁当が販売していた主な駅弁は以下のとおり。なお、同社は同年7月に下関駅弁当とともに小郡駅弁当に併合され消滅している。
  - 幕の内弁当
  - とくちゃんふくちゃん弁当
  - あなご飯
    - あなご飯は小郡駅弁当が製造販売を引き継ぎ、新山口駅で販売が継続されていたが同社が2015年（平成27年）4月末に駅弁事業から撤退したことで消滅した[32][33]。

## 利用状況
1日の平均乗車人員は以下の通りである。2023年度の1日当たりの利用者数は13,828人。
県内では下関市の下関駅、山口市の新山口駅に次ぎ3番目に利用者の多い駅である。
| 乗車人員推移 | 乗車人員推移 | 乗車人員推移 |
| 年度         | 1日平均人数  | 備考         |
| ------------ | ------------ | ------------ |
| 1992         | 11,055       | [ 35 ]       |
| 1999         | 8,218        |              |
| 2000         | 7,891        |              |
| 2001         | 7,659        |              |
| 2002         | 7,306        |              |
| 2003         | 7,236        |              |
| 2004         | 7,195        |              |
| 2005         | 7,146        |              |
| 2006         | 7,172        |              |
| 2007         | 7,219        |              |
| 2008         | 7,237        |              |
| 2009         | 6,881        |              |
| 2010         | 6,935        |              |
| 2011         | 6,997        |              |
| 2012         | 7,060        |              |
| 2013         | 6,821        |              |
| 2014         | 6,694        |              |
| 2015         | 7,013        |              |
| 2016         | 7,078        |              |
| 2017         | 7,294        |              |
| 2018         | 7,511        |              |
| 2019         | 7,542        |              |
| 2020         | 5,032        |              |
| 2021         | 5,376        |              |
| 2022         | 6,270        |              |
| 2023         | 6,914        |              |

## 駅周辺
みゆき口は市中心市街地に面している。みなと口は徳山下松港に面し、港にはスオーナダフェリーや大津島巡航のフェリー乗り場などがあるほか、瀬戸内工業地域の工場群が広がる。船乗り場までの距離が最も近い新幹線駅という特徴を持つが、産業道路の県道172号線に面しており、港湾関連施設やコンビナートの定修業者向けの宿泊施設が集積し、商業施設は多く見られない。

### みゆき口
| 主な施設・企業 - 周南市役所 - 周南市徳山駅前賑わい交流施設 - 周南市立徳山駅前図書館 - 周南市立中央図書館 - 周南市美術博物館 - 周南市徳山動物園 - 周南市文化会館 - 周南市徳山保健センター - 周南市徳山社会福祉センター - 周南市上下水道局 - 山口県周南総合庁舎 - 山口地方裁判所周南支部 - 山口地方検察庁周南支部 - 山口放送本社 - テレビ山口山口東部本社 - 徳山商工会議所 - 山口県立徳山高等学校 - 周南市立岐陽中学校 - 周南市立住吉中学校 - 周南市立徳山小学校 - 周南市立今宿小学校 - 徳山商店街 - YICキャリアデザイン専門学校 - 中国新聞社周南支局 | 主な金融機関 - 西京銀行本店 - 山口銀行徳山支店 - 東山口信用金庫徳山支店 - 広島銀行徳山支店 - もみじ銀行徳山支店 - みずほ銀行徳山支店 - 伊予銀行徳山支店 - 中国労働金庫徳山支店 - 信用組合広島商銀徳山支店 - 朝銀西信用組合徳山支店 - 大和証券徳山支店 - 野村證券徳山支店 - 東洋証券徳山支店 - ひろぎん証券徳山支店 - ワイエム証券徳山支店 | - 徳山郵便局 - 徳山有楽町郵便局 - 徳山速玉郵便局 - 徳山初音郵便局 - 徳山岡田町郵便局 |

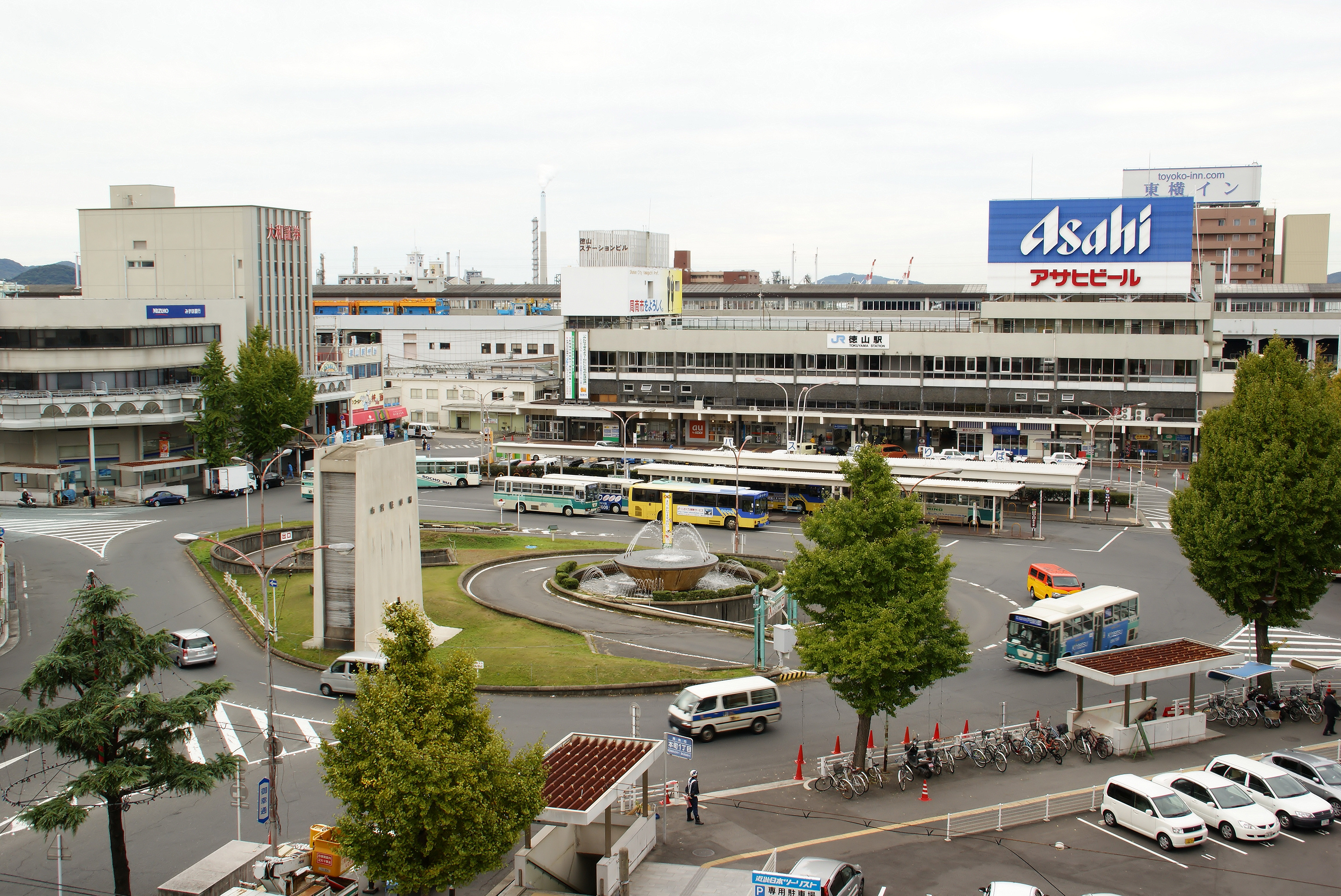
北口駅前広場
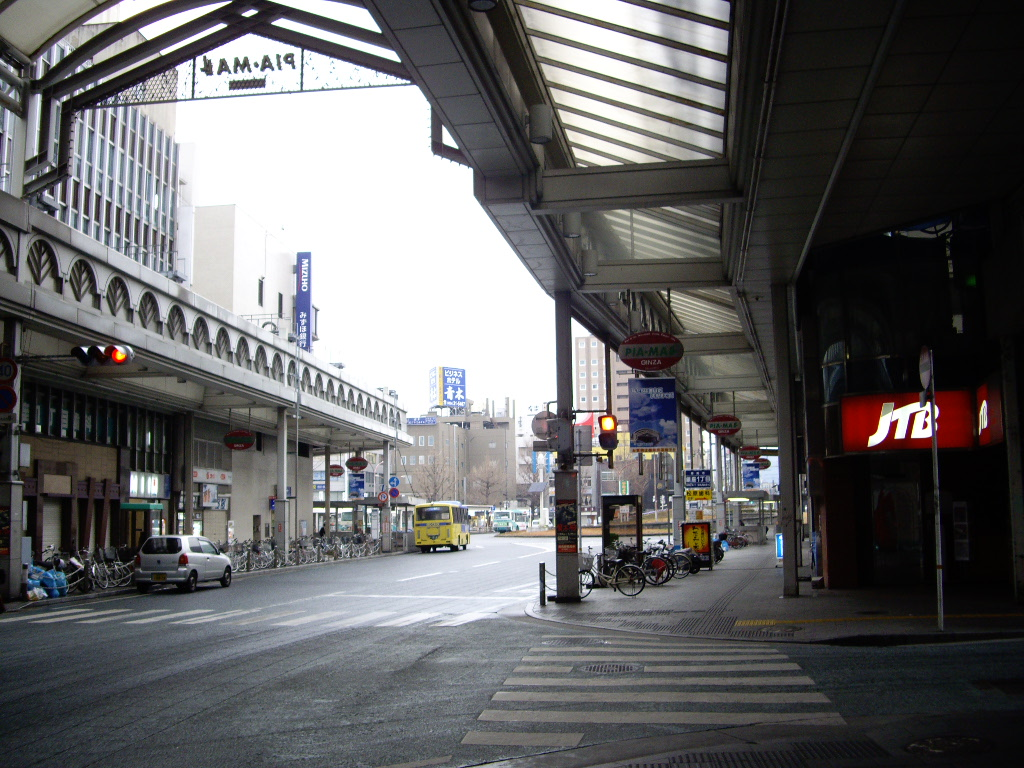
徳山銀座商店街
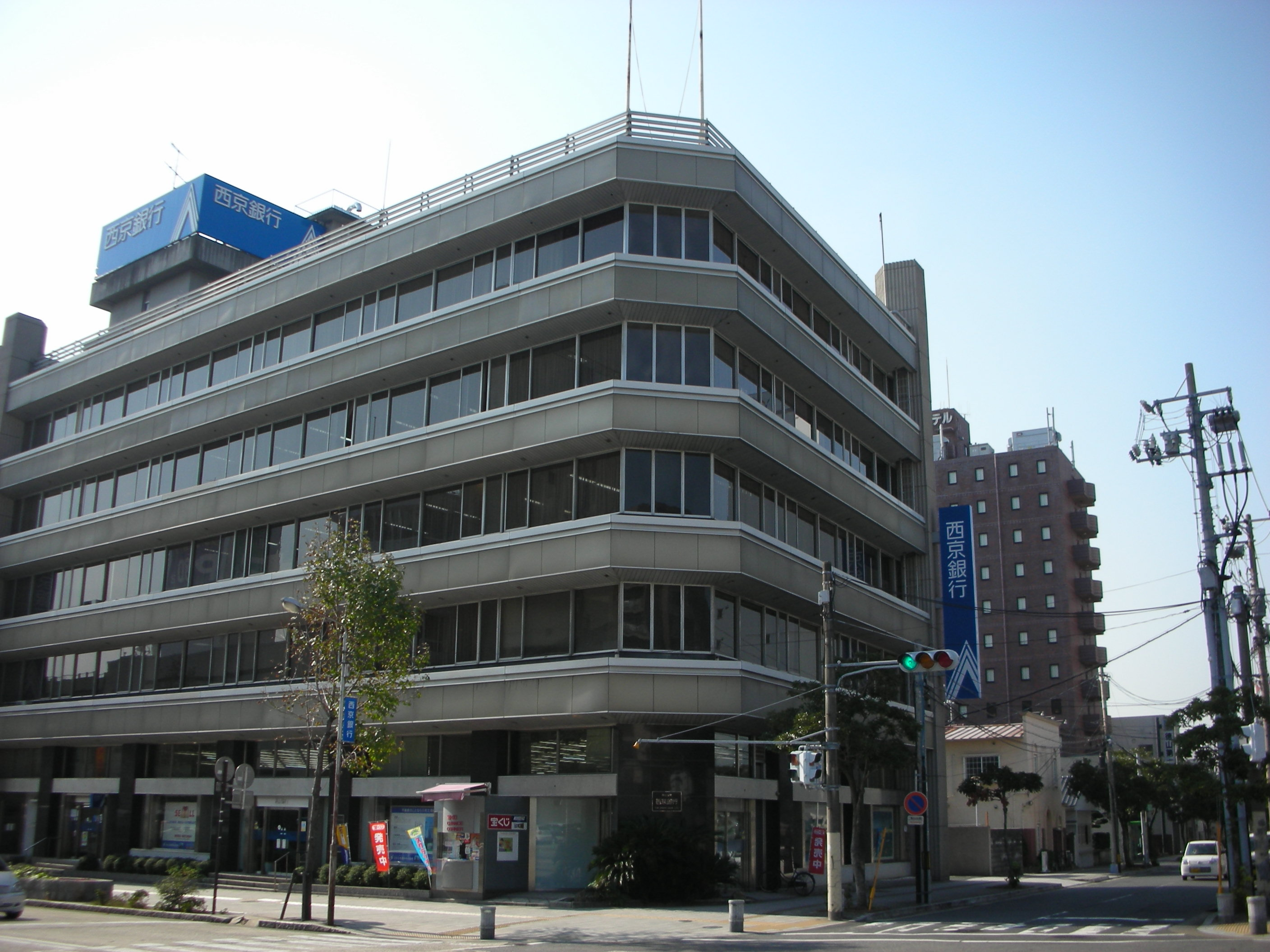
西京銀行本店
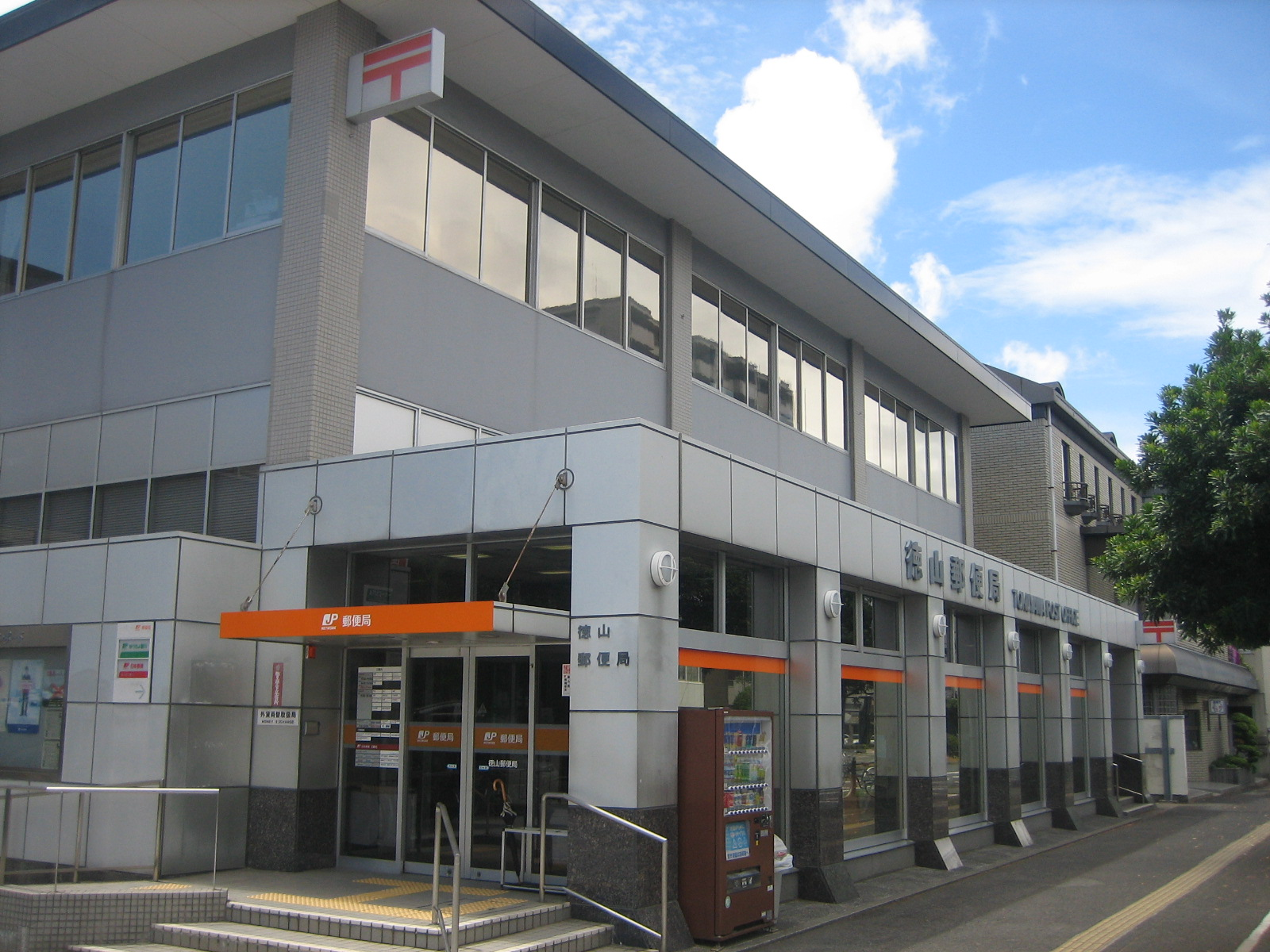
徳山郵便局
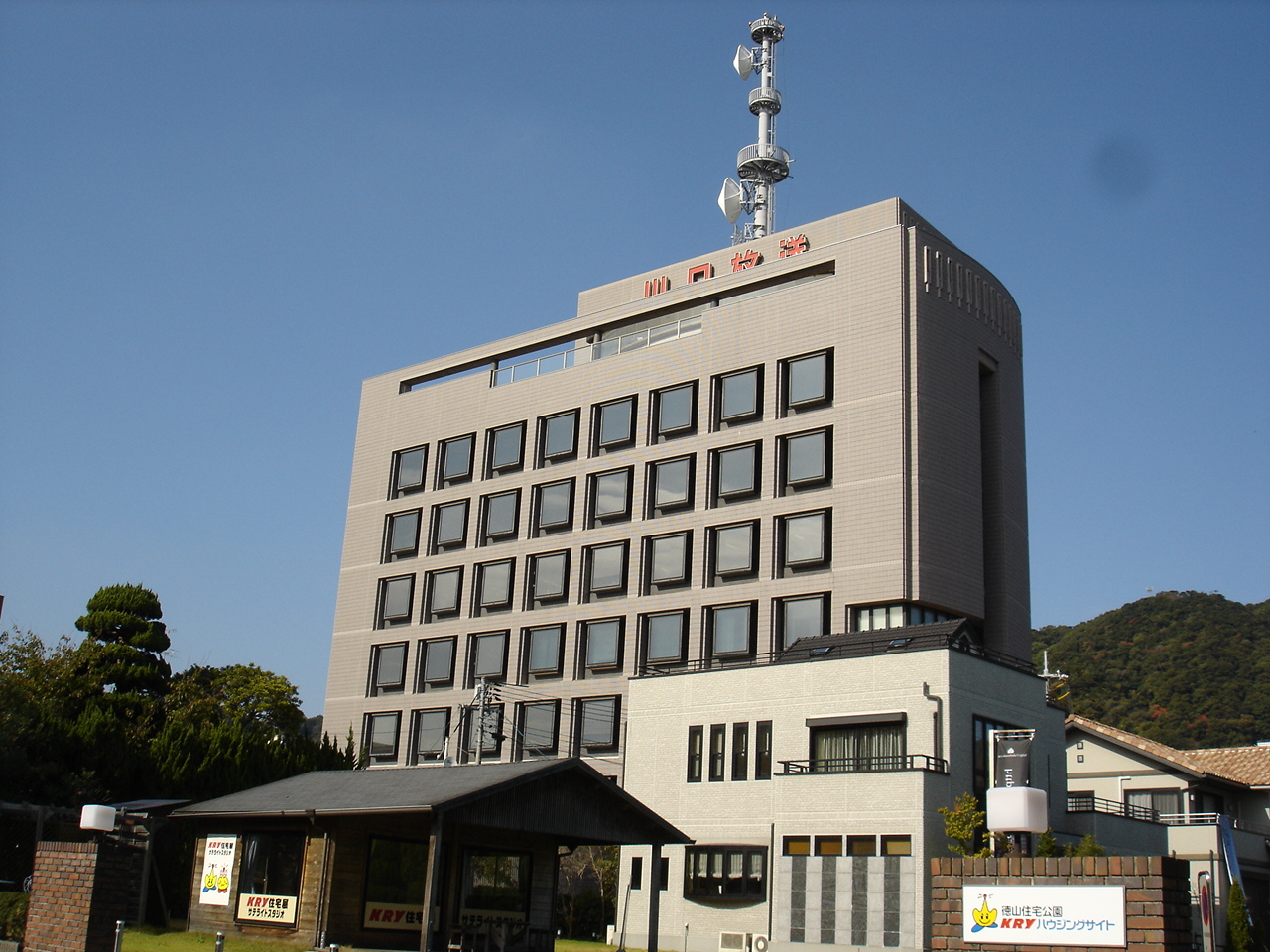
山口放送本社
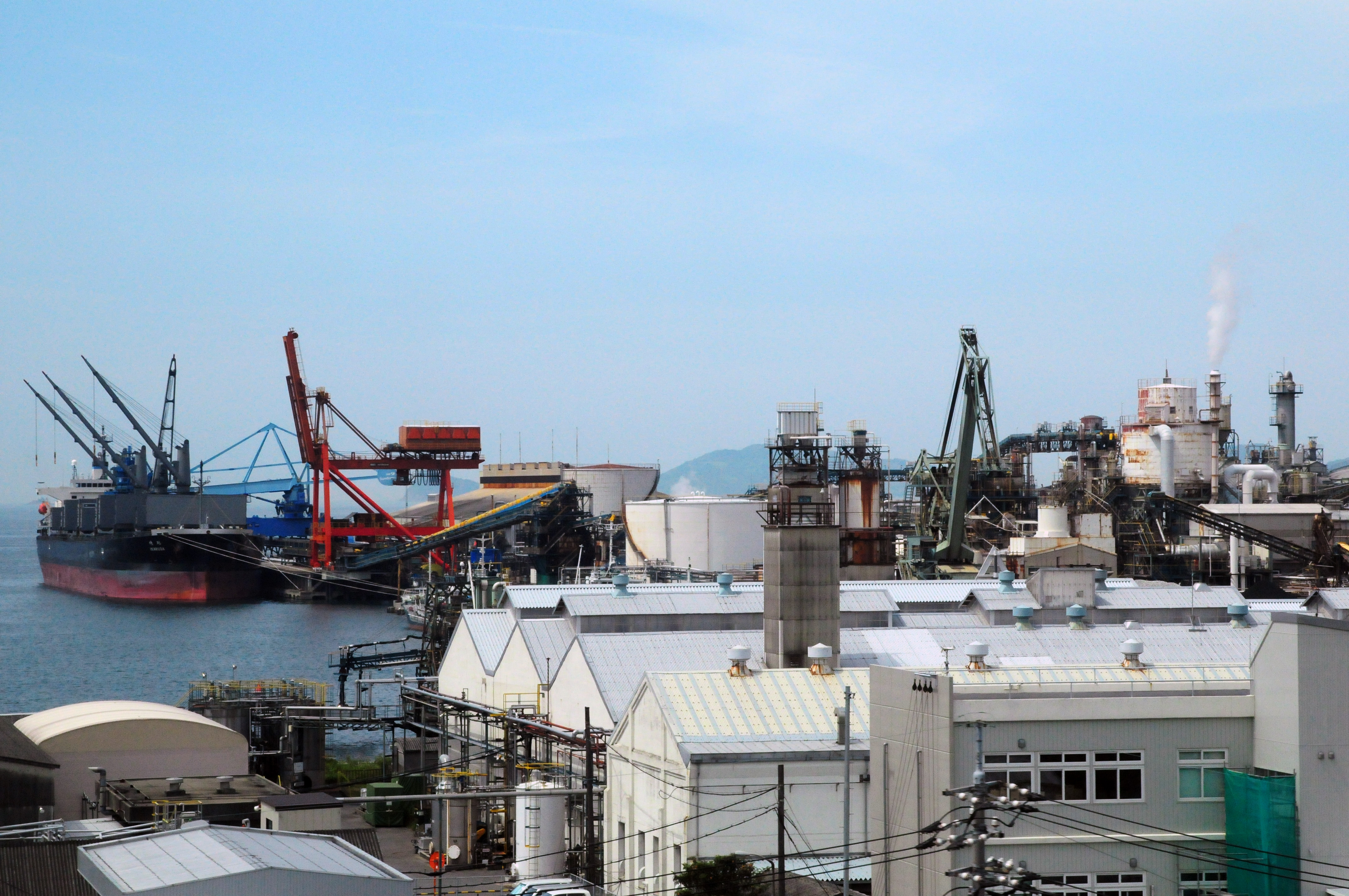
徳山下松港

### みなと口
| 主な企業 - トクヤマ徳山製造所 - 日本ゼオン徳山工場 - 出光興産徳山事業所 | 宿泊施設 - 東横イン徳山駅新幹線口 - ホテルサンルート徳山 - ビジネスホテル山陽 - ビジネスホテル湊家 | - 三吉旅館 - ますや旅館 | 政府機関 - 広島出入国在留管理局 周南出張所 |

## 徳山駅周辺整備事業

### 事業の経緯
徳山駅を中心とする、周南市の中心市街地は、モータリゼーションの進展や消費者ニーズの多様化、郊外への大型店進出等により空洞化が進み、活力が失われる状況であった。周南市が2004年（平成16年）12月に策定したまちづくり総合計画において、中心市街地の活性化や駅および駅周辺施設の利便性の向上を図る主要事業として本事業が位置づけられた。
2005年（平成17年）2月には基本方針として、徳山駅周辺整備構想 が策定された。
2009年（平成21年）12月には、徳山駅北口駅前広場整備、南口駅前広場整備、南北自由通路整備の基本計画が策定された。2013年（平成25年）11月には、賑わい交流施設の整備基本構想が策定された。
2020年度（令和2年度）の南口駅前広場の完成を以て、全ての事業が完了した。

### 主な事業
南北自由通路及び橋上駅舎整備
徳山駅ビルの解体に併せて、在来線駅舎を橋上化し、これまで地下通路だった南北自由通路（幅員8m、総延長約130m）を橋上駅舎に併設。バリアフリー化と駅周辺地区と港周辺地区との交流軸確保を図る。
2014年（平成26年）9月6日に供用を開始した。
新たな徳山駅ビル整備
2018年（平成30年）2月3日に供用を開始した。
北口駅前広場整備
駅ビル改築に併せ、南西側に広場を拡幅し、広場区域を約7,400m2から約7,900m2とし、さらに南北自由通路入口の南東側に約400m2の小広場を整備する。また身障者用乗降場の整備や、バス乗降場の配置変更などを行い、バリアフリー化を進める。
2017年度（平成29年度）から工事に着手し、2019年（令和元年）11月に完成、記念式典が開かれた。
南口駅前広場整備
市道築港町3号線につながる交差点の改良を行い、港への移動動線を確保する。
駅北西側に広場を拡幅し、広場区域を約2,980m2から約3,800m2とする。
2021年（令和3年）3月に完成、供用を開始した。

## バスターミナル
みゆき口に8面の乗車ホーム（うち1面都市間高速バス、1面は夜行高速バス・ちょい乗り100円バス専用）を持つバスターミナルを有する。市内に本社を置く防長交通の運行上の拠点となっており、周南市および周辺地域への路線バスが発着するほか、下記の高速バスが発着する。一部例外を除き5分刻みに発車時刻とチャイムが設定されており、発車時には案内所の職員が案内放送をする。
- 広島線
- 東京線（萩エクスプレス）
- 福岡線（福岡・防府・周南ライナー）

なお、一般路線バスの詳細については防長交通の当該項を参照のこと。

## 隣の駅
※新幹線各列車の隣の停車駅は、各列車記事を参照のこと。
西日本旅客鉄道（JR西日本）
 山陽新幹線
新岩国駅 - 徳山駅 - 新山口駅
■山陽本線
櫛ケ浜駅 - 徳山駅 - 新南陽駅
■岩徳線（櫛ケ浜駅までは山陽本線）
櫛ケ浜駅 - 徳山駅